# Pachypodini
Pachypodini is een tribus uit de familie van bladsprietkevers (Scarabaeidae). 